# Энтропия в статистической механике
Энтропией Гиббса (также известной как энтропия Больцмана—Гиббса) называют стандартную формулу для вычисления статистической механической энтропии термодинамической системы:
{\displaystyle S=-k_{B}\sum _{i=1}^{N}p_{i}\ln p_{i}},
где {\displaystyle p_{i}} — вероятность пребывания системы в состоянии с номером {\displaystyle i} ({\displaystyle i=1,...,N}), положительный множитель {\displaystyle k_{B}} выполняет две функции: его выбор равнозначен выбору основания логарифма и выбору температурной шкалы (в том числе он нужен для связки размерностей). В термодинамике данный множитель называется постоянной Больцмана.
Суммирование в этой формуле ведётся по всем возможным состояниям системы — обычно по {\displaystyle 6N}-мерным точкам для системы из {\displaystyle N} частиц.
Величину {\displaystyle S} почти повсеместно называют просто энтропией; её можно также назвать статистической энтропией или термодинамической энтропией без изменения смысла.
- Формула энтропии Шеннона математически и концептуально эквивалентна энтропии Гиббса.
- Формула энтропии фон Неймана — несколько более общий путь вычисления той же самой величины.
- Энтропия Больцмана является частным случаем энтропии Гиббса — когда уместно допущение о равновероятности состояний системы. В общем случае принцип Больцмана может давать завышенное значение энтропии.
- Формула для энтропии Гиббса тоже может дать завышенное значение энтропии, если игнорируются корреляции между состояниями системы. Корреляции и зависимости возникают в системах взаимодействующих частиц, то есть во всех системах, более сложных, чем идеальный газ.

## Формула энтропии Гиббса
Макроскопическое состояние системы характеризуется распределением по микросостояниям. Энтропия этого распределения определяется формулой энтропии Гиббса, названной в честь Джозайи Уилларда Гиббса. Для классической системы (то есть набора классических частиц) с дискретным набором микросостояний, если {\displaystyle E_{i}} — энергия микросостояния i, а {\displaystyle p_{i}} — вероятность нахождения системы в этом микросостоянии, то энтропия системы равна
{\displaystyle S=-k_{\text{B}}\,\sum _{i}p_{i}\ln \,(p_{i})}